# إدوين كيمبس
إدوين كيمبس (بالهولندية: Edwin Kempes)‏ مواليد 23 يونيو 1976 في أمستردام، هو لاعب كرة مضرب هولندي سابق بدأ مسيرته كمحترف سنة 1995 وكان يلعب باليد اليمنى، اعتزل اللعب في 2005. أعلى تصنيف له في الفردي كان المركز الـ 98 في سنة 2001.

## روابط خارجية
- إدوين كيمبس على موقع رابطة محترفي التنس (الإنجليزية)
- إدوين كيمبس على موقع الاتحاد الدولي لكرة المضرب (الإنجليزية)
- إدوين كيمبس على موقع كأس ديفيز (الإنجليزية)
- إدوين كيمبس على موقع خلاصة التنس.كوم (الإنجليزية)